# Cantonul Rieux-Volvestre
Cantonul Rieux-Volvestre este un canton din arondismentul Muret, departamentul Haute-Garonne, regiunea Midi-Pyrénées, Franța.

## Comune
- Bax
- Gensac-sur-Garonne
- Goutevernisse
- Lacaugne
- Latrape
- Lavelanet-de-Comminges
- Mailholas
- Rieux-Volvestre (reședință)
- Saint-Julien-sur-Garonne
- Salles-sur-Garonne